# 卡尔莫
卡尔莫（法語：Carmaux，法語發音：[kaʁmo]），法国南部城市，奥克西塔尼大区塔恩省的一个市镇，隶属于阿尔比区，其市镇面积为14.16平方公里，2022年1月1日时人口数量为9,927人，是该省人口第七多的市镇，在法国城市中排名第1,049位。
卡尔莫位于塔恩省北部，塞鲁河左岸，是一个区域性的中心城市，历史上因煤炭开采而兴盛，并因19世纪末的卡尔莫大罢工而闻名，后者常被认为是法国工人权益运动兴起的标志之一。

## 地名来源
“Carmaux”一名最初于公元1125年以“Caramons”的形式被记载，该名称可能来源与某高卢人物，其生平尚有待考证。
卡尔莫所处区域在19世纪初以前通行奥克语，Carmaux对应的奥克语拼写为“Caramauç”。

## 历史

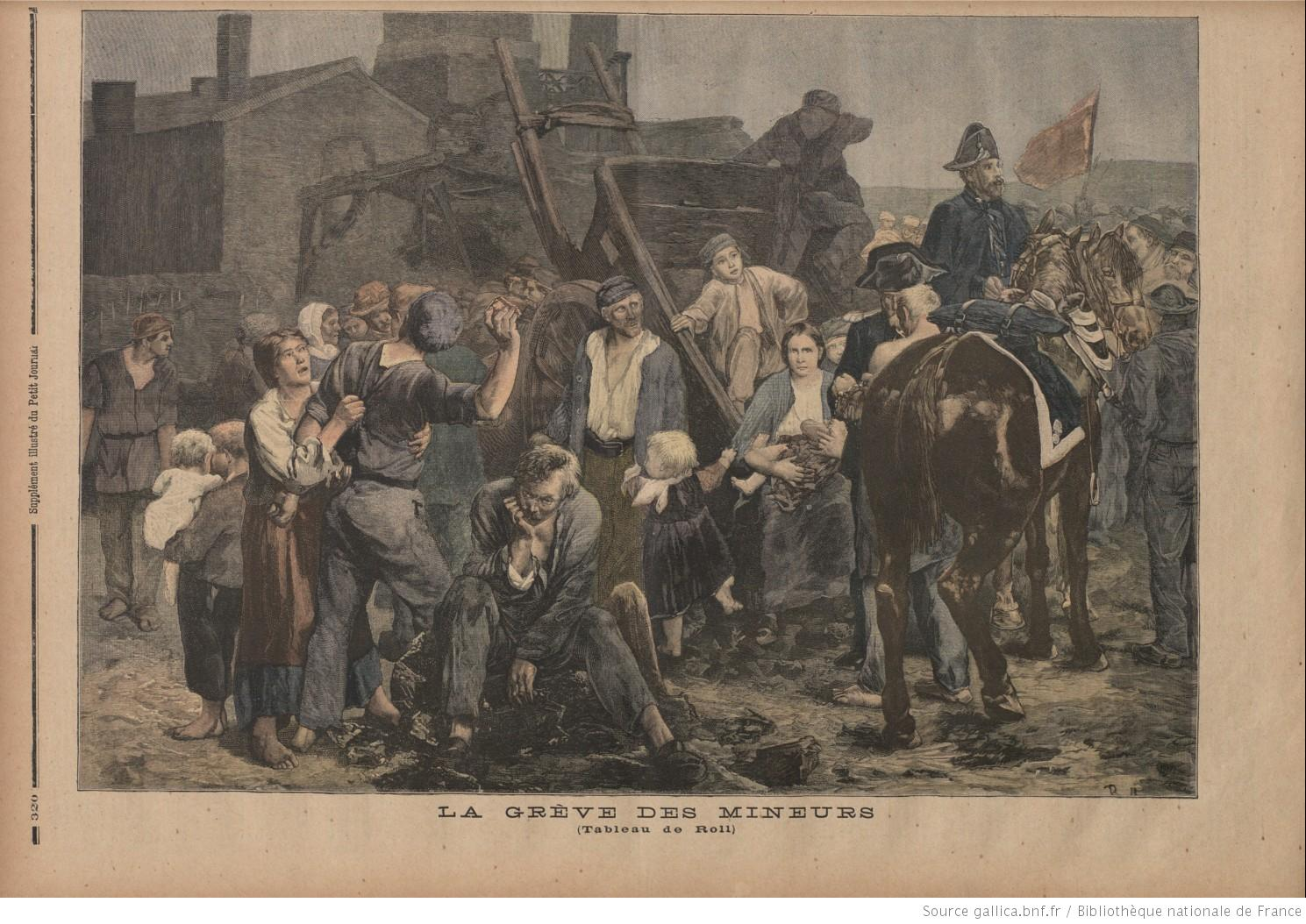
卡尔莫大罢工

根据当地官方网站的论述，卡尔莫城市始建于中世纪中期。1229年，莫内斯蒂耶领主在卡尔莫修建了一处城塞。中世纪中后期，卡尔莫长期为一处普通农业村落，火麻种植是当地主要的生产活动。法国大革命后，卡尔莫成为塔恩省的一个市镇。工业革命期间，卡尔莫附近发现煤炭，随后得到开采，其矿井附近形成了工人社区。卡尔莫的城市人口数量在半个世纪内增加了近五倍。1892年，因维护当地矿工权益的政治家让-巴蒂斯特·卡尔维尼亚克被矿主解雇，当地数千名矿工举行大规模罢工游行，此举得到了彼时塔恩省议员让·饶勒斯的支持。罢工活动持续了近四年，最终当地新建了工会组织亦维护工人权益。20世纪中后期，卡尔莫煤炭开采活动逐渐停止，当地人口数量有所下降。

## 地理

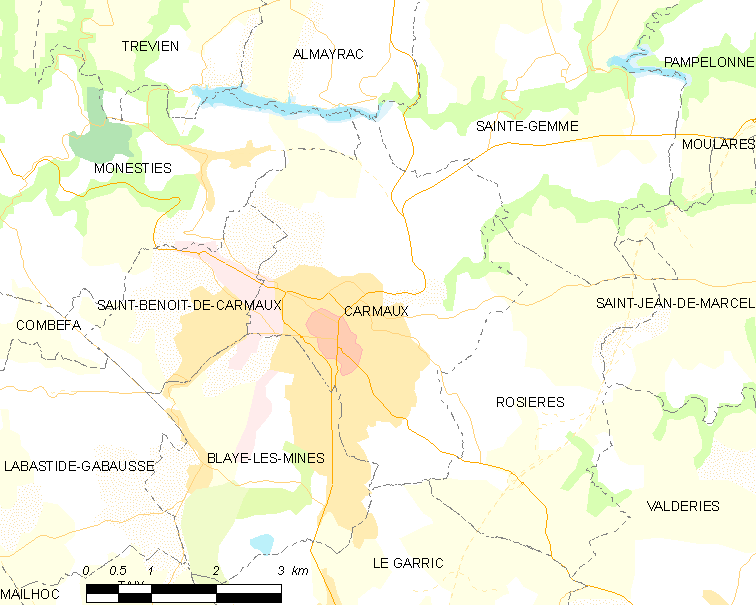
卡尔莫市镇范围地图

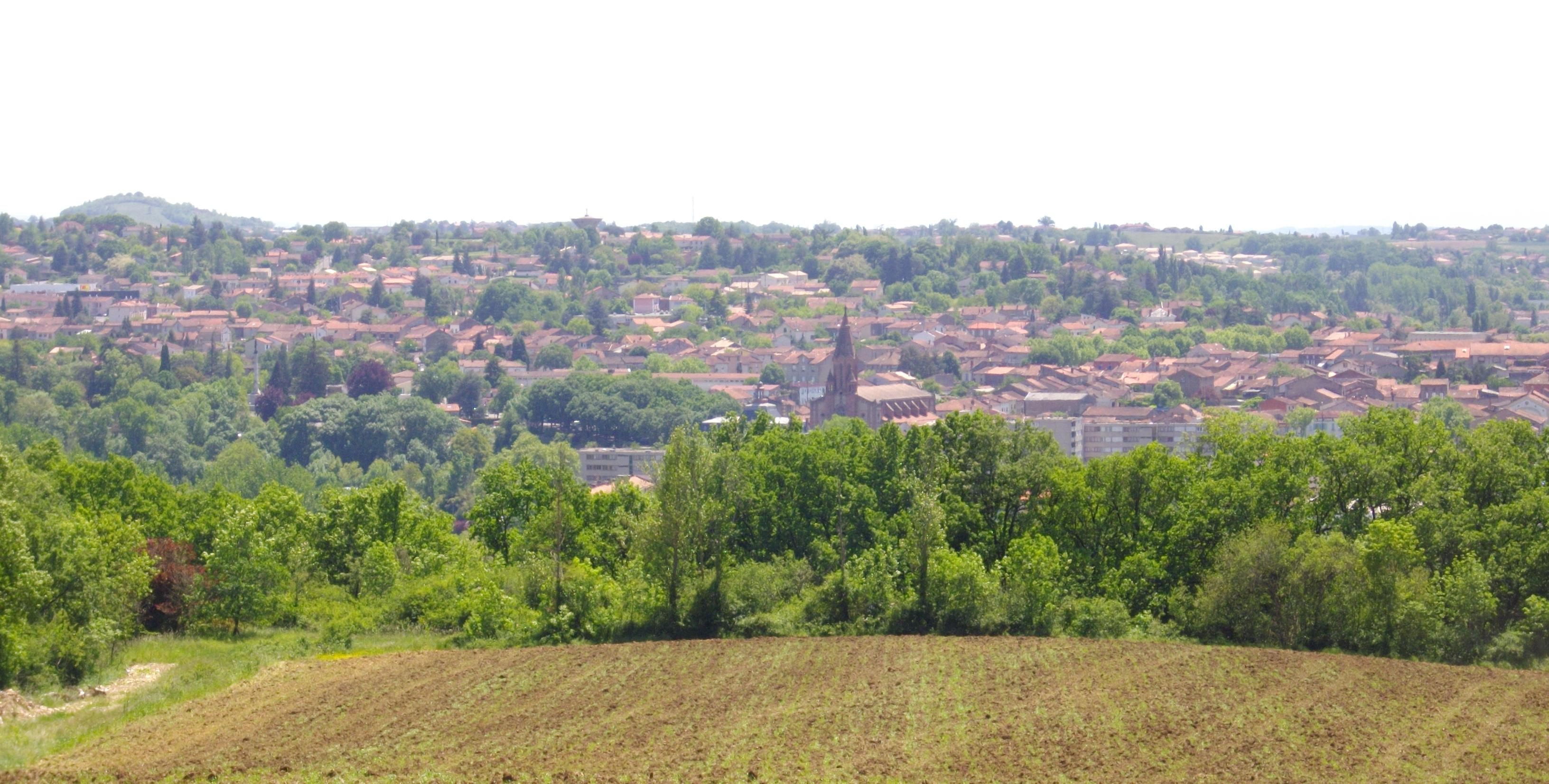
眺望卡尔莫市区

卡尔莫位于法国南部，奥克西塔尼大区中北部和塔恩省北部，距离省会阿尔比大约19公里。与卡尔莫接壤的市镇包括：布莱莱米讷、阿尔迈拉克、勒加里克、莫内斯蒂耶、罗西耶尔、圣伯努瓦德卡尔莫、圣热姆。

### 地形
卡尔莫位于法国中央高原西南部，塞加拉山脉腹地，境内以丘陵为主，市镇中心位于一处地势较为平坦的谷地内，四周多缓丘，部分区域起伏明显，全境海拔在228到340米之间。

### 水文
卡尔莫位于加龙河流域范围内，塞鲁河自东向西北流经市区北部，其左岸支流康杜溪（ruisseau de Candou）流经镇中心。

### 植被
卡尔莫属于温带阔叶混交林区，市区内的主要绿地公园包括康杜公园（Parc du Candou）、让·饶勒斯公园（Parc Jean Jaurès），林地则多分布于市区西部的丘陵地带。
在鲜花城市的评比中，卡尔莫被评为2星级鲜花城市。

### 气候
卡尔莫在柯本气候分类法中属于带有地中海特征的温带海洋性气候。
距离卡尔莫最近的常年气象站为阿尔比气象站，以下为该气象站的数据：
| 阿尔比-勒塞凯斯特尔 （1973年－2019年） | 阿尔比-勒塞凯斯特尔 （1973年－2019年） | 阿尔比-勒塞凯斯特尔 （1973年－2019年） | 阿尔比-勒塞凯斯特尔 （1973年－2019年） | 阿尔比-勒塞凯斯特尔 （1973年－2019年） | 阿尔比-勒塞凯斯特尔 （1973年－2019年） | 阿尔比-勒塞凯斯特尔 （1973年－2019年） | 阿尔比-勒塞凯斯特尔 （1973年－2019年） | 阿尔比-勒塞凯斯特尔 （1973年－2019年） | 阿尔比-勒塞凯斯特尔 （1973年－2019年） | 阿尔比-勒塞凯斯特尔 （1973年－2019年） | 阿尔比-勒塞凯斯特尔 （1973年－2019年） | 阿尔比-勒塞凯斯特尔 （1973年－2019年） | 阿尔比-勒塞凯斯特尔 （1973年－2019年） |
| 月份                                   | 1月                                    | 2月                                    | 3月                                    | 4月                                    | 5月                                    | 6月                                    | 7月                                    | 8月                                    | 9月                                    | 10月                                   | 11月                                   | 12月                                   | 全年                                   |
| -------------------------------------- | -------------------------------------- | -------------------------------------- | -------------------------------------- | -------------------------------------- | -------------------------------------- | -------------------------------------- | -------------------------------------- | -------------------------------------- | -------------------------------------- | -------------------------------------- | -------------------------------------- | -------------------------------------- | -------------------------------------- |
| 历史最高温 °C（°F）                    | 19.5 (67.1)                            | 24.7 (76.5)                            | 28.3 (82.9)                            | 29.9 (85.8)                            | 33.5 (92.3)                            | 40.5 (104.9)                           | 42.5 (108.5)                           | 41.4 (106.5)                           | 36.4 (97.5)                            | 31.4 (88.5)                            | 25.3 (77.5)                            | 21 (70)                                | 42.5 (108.5)                           |
| 平均高温 °C（°F）                      | 9.4 (48.9)                             | 11.2 (52.2)                            | 14.7 (58.5)                            | 17.4 (63.3)                            | 21.6 (70.9)                            | 25.5 (77.9)                            | 28.7 (83.7)                            | 28.4 (83.1)                            | 24.7 (76.5)                            | 19.7 (67.5)                            | 13.2 (55.8)                            | 9.8 (49.6)                             | 18.7 (65.7)                            |
| 日均气温 °C（°F）                      | 5.4 (41.7)                             | 6.4 (43.5)                             | 9.3 (48.7)                             | 11.8 (53.2)                            | 15.9 (60.6)                            | 19.6 (67.3)                            | 22.3 (72.1)                            | 22 (72)                                | 18.5 (65.3)                            | 14.6 (58.3)                            | 9 (48)                                 | 5.9 (42.6)                             | 13.4 (56.1)                            |
| 平均低温 °C（°F）                      | 1.4 (34.5)                             | 1.7 (35.1)                             | 3.8 (38.8)                             | 6.2 (43.2)                             | 10.2 (50.4)                            | 13.6 (56.5)                            | 15.8 (60.4)                            | 15.6 (60.1)                            | 12.3 (54.1)                            | 9.5 (49.1)                             | 4.9 (40.8)                             | 2.1 (35.8)                             | 8.1 (46.6)                             |
| 历史最低温 °C（°F）                    | −20.4 (−4.7)                           | −12 (10)                               | −9.8 (14.4)                            | −2.9 (26.8)                            | −0.2 (31.6)                            | 4.3 (39.7)                             | 6.5 (43.7)                             | 4.9 (40.8)                             | 1 (34)                                 | −2.7 (27.1)                            | −9.4 (15.1)                            | −10.5 (13.1)                           | −20.4 (−4.7)                           |
| 平均降水量 mm（）                      | 55.9 (2.20)                            | 53.1 (2.09)                            | 51.5 (2.03)                            | 82 (3.2)                               | 79.9 (3.15)                            | 64.4 (2.54)                            | 40.6 (1.60)                            | 55.9 (2.20)                            | 57.1 (2.25)                            | 65.4 (2.57)                            | 60 (2.4)                               | 65.1 (2.56)                            | 730.9 (28.78)                          |
| 月均日照時數                           | 96.6                                   | 118.6                                  | 177                                    | 183.6                                  | 219.3                                  | 244.9                                  | 270.6                                  | 255.7                                  | 213.5                                  | 154.1                                  | 92.7                                   | 86.8                                   | 2,113.4                                |
| 来源：infoclimat.fr                    |                                        |                                        |                                        |                                        |                                        |                                        |                                        |                                        |                                        |                                        |                                        |                                        |                                        |

## 行政区划
卡尔莫的市镇编号为81060，邮政编号为81400。
在行政管理方面，卡尔莫隶属于法国奥克西塔尼大区塔恩省阿尔比区；在地方选举方面，卡尔莫是卡尔莫第一县和卡尔莫第二县的中央投票站所在地，其市镇范围全境被划入塔恩省第三选区；在社会管理方面，卡尔莫是卡尔莫桑-塞加拉市镇公共社区的办公驻地。
卡尔莫的拉若勒-塞鲁-古尔加蒂约-布洛克-韦雷里街区（Rajol - Cérou - Gourgatieux - Bouloc - Verrerie）为城市政策优先街区。
法国国家统计与经济研究所（简称）在进行数据统计时，将卡尔莫及相邻的另外4个市镇设为卡尔莫城市核心区（2020年起扩充至共7个），并将包括核心区在内的周边共6个市镇划为卡尔莫城市区。自2020年起，卡尔莫城市区被撤销，卡尔莫被划入包含91个市镇的阿尔比城市辐射区。此外，还将卡尔莫市镇分为了5个“块区”（IRIS），以便于统计人口分布情况。

## 交通

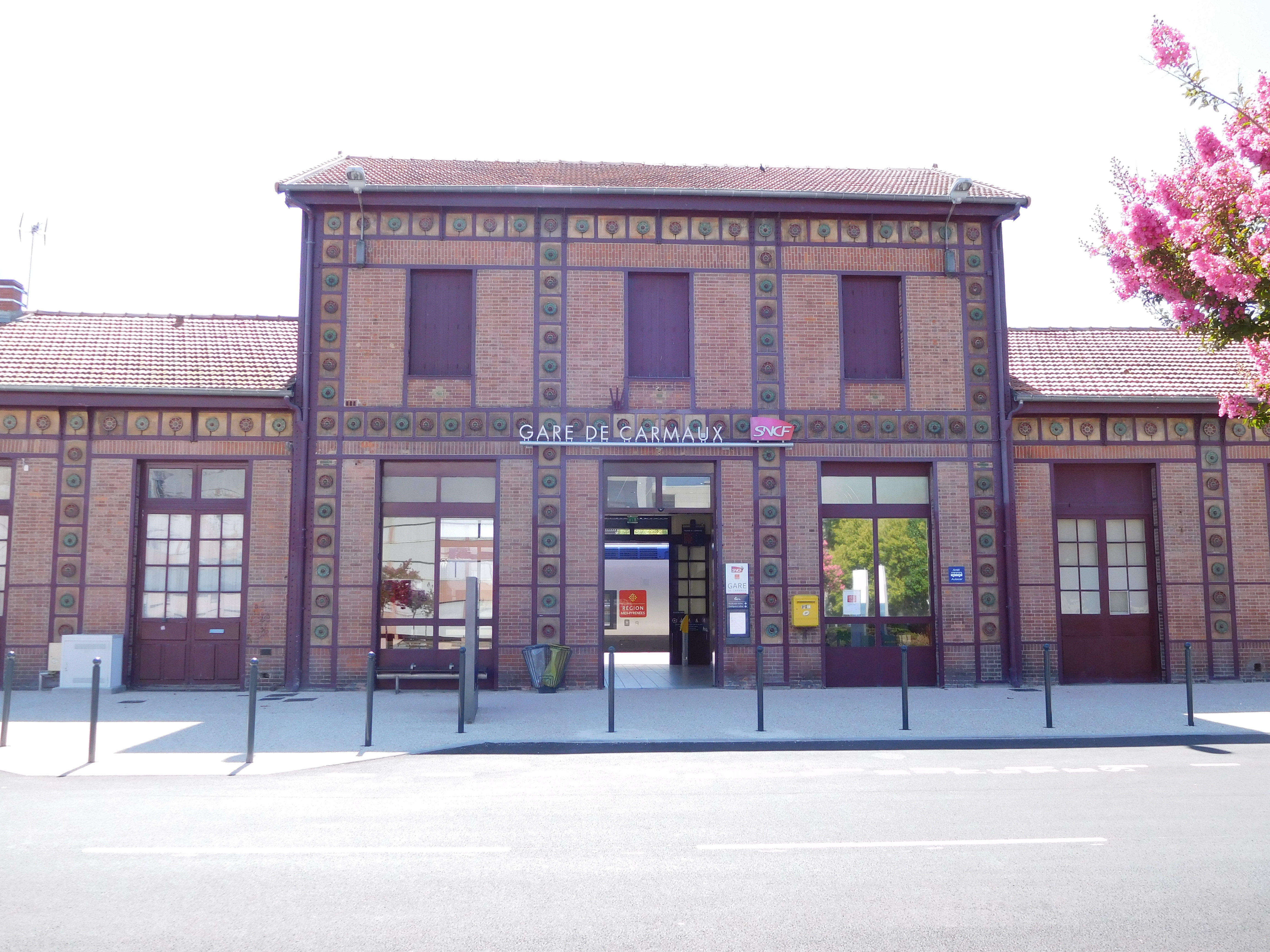
卡尔莫火车站

### 公路
法国国道N88线（双向四车道）从卡尔莫市区东侧过境，设有两次互通立交桥连接市区；此外还有塔恩省省道在卡尔莫境内交汇。奥克西塔尼大区下属的城际客运提供巴士线路，可前往周边部分市镇。
|  | 27 |

| 阿尔比 | 18 |

| 罗德兹 | 58 |

| 鲁埃格自由城 | 50 |

2018年，65.8%的卡尔莫家庭拥有至少一辆私人汽车。2019年，卡尔莫境内共发生各类交通事故11起，造成11人受伤，其中6人重伤。

### 铁路
卡尔莫位于卡斯泰尔诺达里－罗德兹铁路上。卡尔莫站位于市区西部，停靠往返于图卢兹和罗德兹一线的区域列车，每周末还停靠一班往返于巴黎和阿尔比之间的夜班城际列车。

### 航空
距离卡尔莫最近的民用航空站为罗德兹机场，距离卡尔莫市中心的公路里程约69公里。

### 城市公共交通
截至2022年9月，卡尔莫暂无城市公共交通系统。

## 政治

### 市政内阁

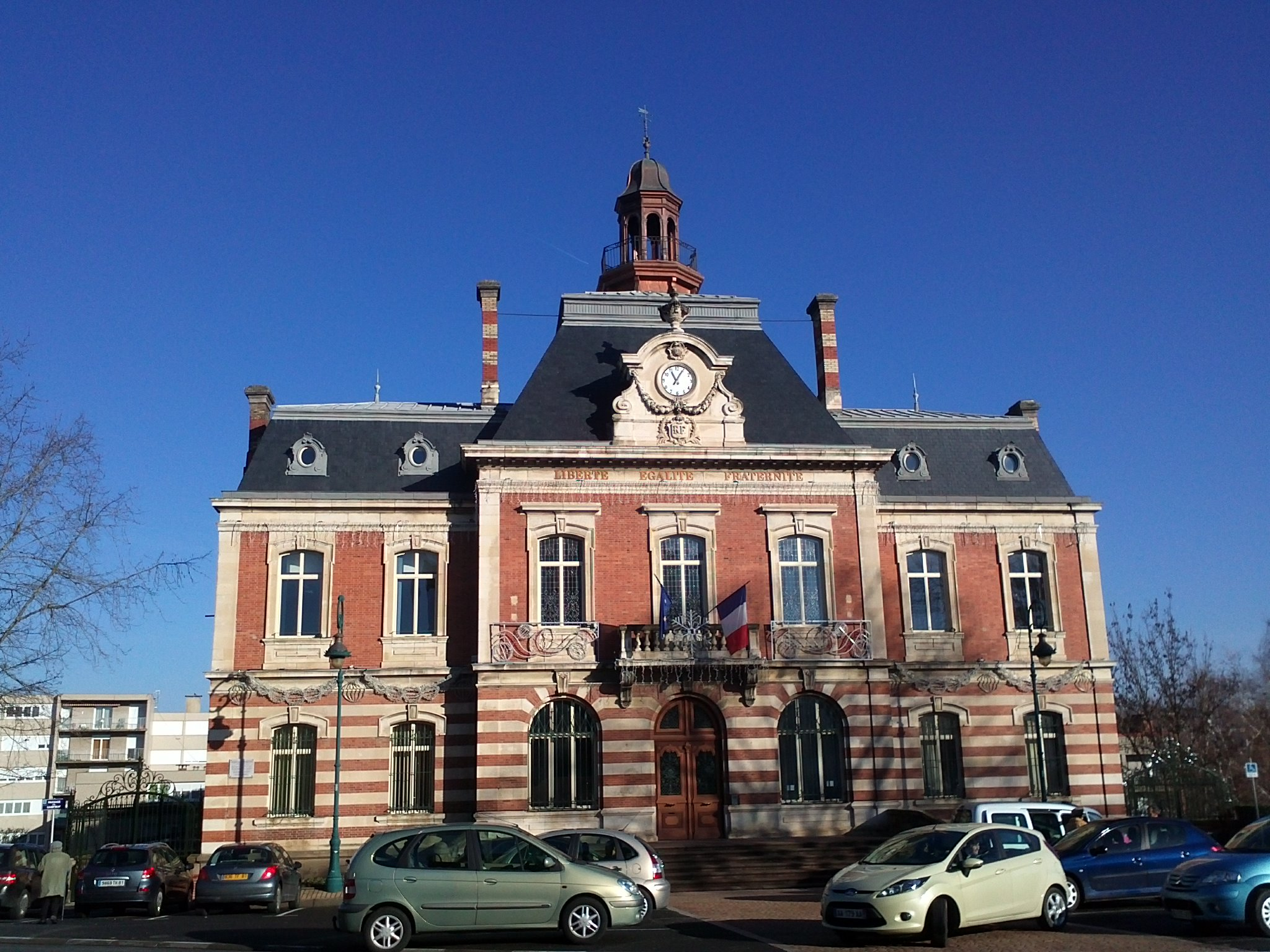
卡尔莫市政厅及前方的教堂

卡尔莫的现任市长为让-路易·布斯凯先生（Jean-Louis BOUSQUET），他是一名左翼无党派人士，在2020年的市政选举中获得了49.04%的支持率。
| 卡尔莫历届市长 | 卡尔莫历届市长                     | 卡尔莫历届市长                 |
| 任期           | 市长                               | 党派                           |
| -------------- | ---------------------------------- | ------------------------------ |
| 1944年－1945年 | Fernand BERTON 费尔南·贝尔通       | SFIO工人国际法国支部           |
| 1945年－1977年 | Jean VAREILLES 让·瓦雷耶           | SFIO工人国际法国支部 →PS社会党 |
| 1977年－1997年 | Jacques GOULESQUE 雅克·古莱斯克    | PS社会党                       |
| 1997年－2008年 | René FRAYSSINET 勒内·弗赖西内      | PS社会党                       |
| 2008年－2020年 | Alain ESPIÉ 阿兰·埃斯皮耶          | PS社会党                       |
| 2020年－       | Jean-Louis BOUSQUET 让-路易·布斯凯 | DVG左翼无党派人士              |

### 各级选举
| 卡尔莫历届投票选举结果 | 卡尔莫历届投票选举结果 | 卡尔莫历届投票选举结果 | 卡尔莫历届投票选举结果 | 卡尔莫历届投票选举结果             | 卡尔莫历届投票选举结果 | 卡尔莫历届投票选举结果 | 卡尔莫历届投票选举结果             | 卡尔莫历届投票选举结果 | 卡尔莫历届投票选举结果 |
| 选举项目               | 选举范围               | 选区单位               | 选区单位内的选举结果   | 选区单位内的选举结果               | 选区单位内的选举结果   | 选区单位内的选举结果   | 选区单位内的选举结果               | 选区单位内的选举结果   | 参考资料               |
| 选举项目               | 选举范围               | 选区单位               | 第一轮胜出者           | 第一轮胜出者                       | 支持率                 | 第二轮胜出者           | 第二轮胜出者                       | 支持率                 | 参考资料               |
| ---------------------- | ---------------------- | ---------------------- | ---------------------- | ---------------------------------- | ---------------------- | ---------------------- | ---------------------------------- | ---------------------- | ---------------------- |
| 2017年法國總統選舉     | 法國                   | 市镇                   |                        | 让-吕克·梅朗雄                     | 25.51%                 |                        | 埃马纽埃尔·马克龙                  | 63.17%                 | [ 22 ]                 |
| 2017年法国立法选举     | 塔恩省第三选区         | 市镇                   |                        | 玛丽-克里斯蒂娜·韦迪埃-茹克拉      | 30.38%                 |                        | 玛丽-克里斯蒂娜·韦迪埃-茹克拉      | 64.14%                 | [ 22 ]                 |
| 2019年欧洲议会选举     | 法國                   | 市镇                   |                        | 若尔当·巴尔代拉                    | 28.77%                 | （不适用）             | （不适用）                         | （不适用）             | [ 24 ]                 |
| 2021年法国省级选举     | 塔恩省                 | 第一县                 |                        | 西尔薇·比巴尔-迪奥戈 居伊·马拉泰尔 | 46.34%                 |                        | 西尔薇·比巴尔-迪奥戈 居伊·马拉泰尔 | 70.59%                 | [ 25 ]                 |
| 2021年法国省级选举     | 塔恩省                 | 市镇（部分）           |                        | 西尔薇·比巴尔-迪奥戈 居伊·马拉泰尔 | 42.78%                 |                        | 西尔薇·比巴尔-迪奥戈 居伊·马拉泰尔 | 69.69%                 | [ 25 ]                 |
| 2021年法国省级选举     | 塔恩省                 | 第二县                 |                        | 安德烈·法布尔 阿丽娜·勒多          | 47.55%                 |                        | 安德烈·法布尔 阿丽娜·勒多          | 75.46%                 | [ 25 ]                 |
| 2021年法国省级选举     | 塔恩省                 | 市镇（部分）           |                        | 安德烈·法布尔 阿丽娜·勒多          | 41.7%                  |                        | 安德烈·法布尔 阿丽娜·勒多          | 70.14%                 | [ 25 ]                 |
| 2021年法国大区选举     | 奧克西塔尼大區         | 市镇                   |                        | 卡萝尔·代尔加                      | 50.21%                 |                        | 卡萝尔·代尔加                      | 66.2%                  | [ 26 ]                 |
| 2022年法国总统选举     | 法國                   | 市镇                   |                        | 玛丽娜·勒庞                        | 27.24%                 |                        | 玛丽娜·勒庞                        | 53.73%                 | [ 22 ]                 |
| 2022年法国立法选举     | 塔恩省第三选区         | 市镇                   |                        | 卡伦·埃罗迪                        | 31.02%                 |                        | 卡伦·埃罗迪                        | 41.12%                 | [ 22 ]                 |

## 人口
2019年，卡尔莫市镇人口数量为9,782，在法国排名第1,049位。其中男性4,574人，女性5,208人，75岁及以上人口占14.6%，外籍人口数量为544人，人口密度为691人/平方公里，当地居民被称为（男性）或（女性）。2020年，卡尔莫境内出生69人，死亡人口175人。
| 卡尔莫1901年－2019年人口变化情况 |
|                                  |
| 数据来源：Cassini、INSEE         |

## 经济

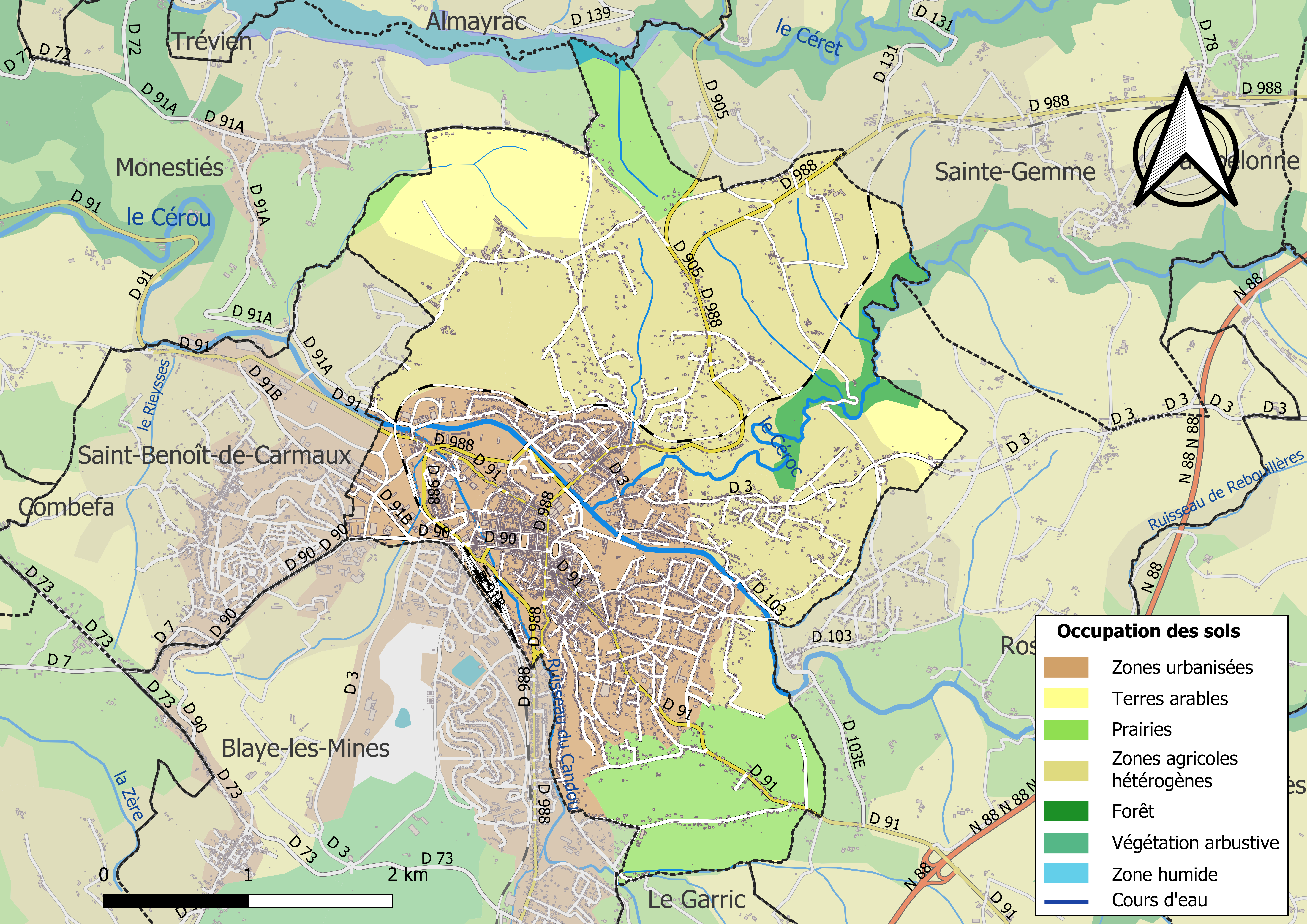
卡尔莫土地利用情况地图

卡尔莫是一个区域性的中心城市。截止2022年9月，卡尔莫市镇范围内共有各类用人单位（包含自雇）1,246家，平均历史为15年，其中99.72%为中小型企业（PME），2022年7月至9月间，当地的经济活力指数为1.36%。（金属部件安装）、（燃气销售）及（暖通）是当地2021年营业额最高的三个企业，分别为12,593,337欧元、11,533,604欧元和4,605,355欧元。

## 财政与居民收入
2020年，卡尔莫的财政收入总额为10,642,100欧元，财政支出总额为9,393,890欧元，当年的债务总额为7,133,250欧元。2021年，卡尔莫市镇共获得2,742,771欧元的国家财政补助，比上一年增加了5.15%。
2020年，卡尔莫的人均月收入总额为1,840欧元，其中高级职员为3,288欧元，低于法国平均水平（4,230欧元）；中级职员为2,207欧元，低于法国平均水平（2,411欧元）；普通职员为1,629欧元，亦低于法国平均水平（1,740欧元）。
2018年，卡尔莫境内的青壮年（15至64岁）失业率为18.8%，当地38.2%的家庭拥有纳税资格，平均纳税1,378欧元，低于法国平均水平（3,910欧元）。

## 社会事务

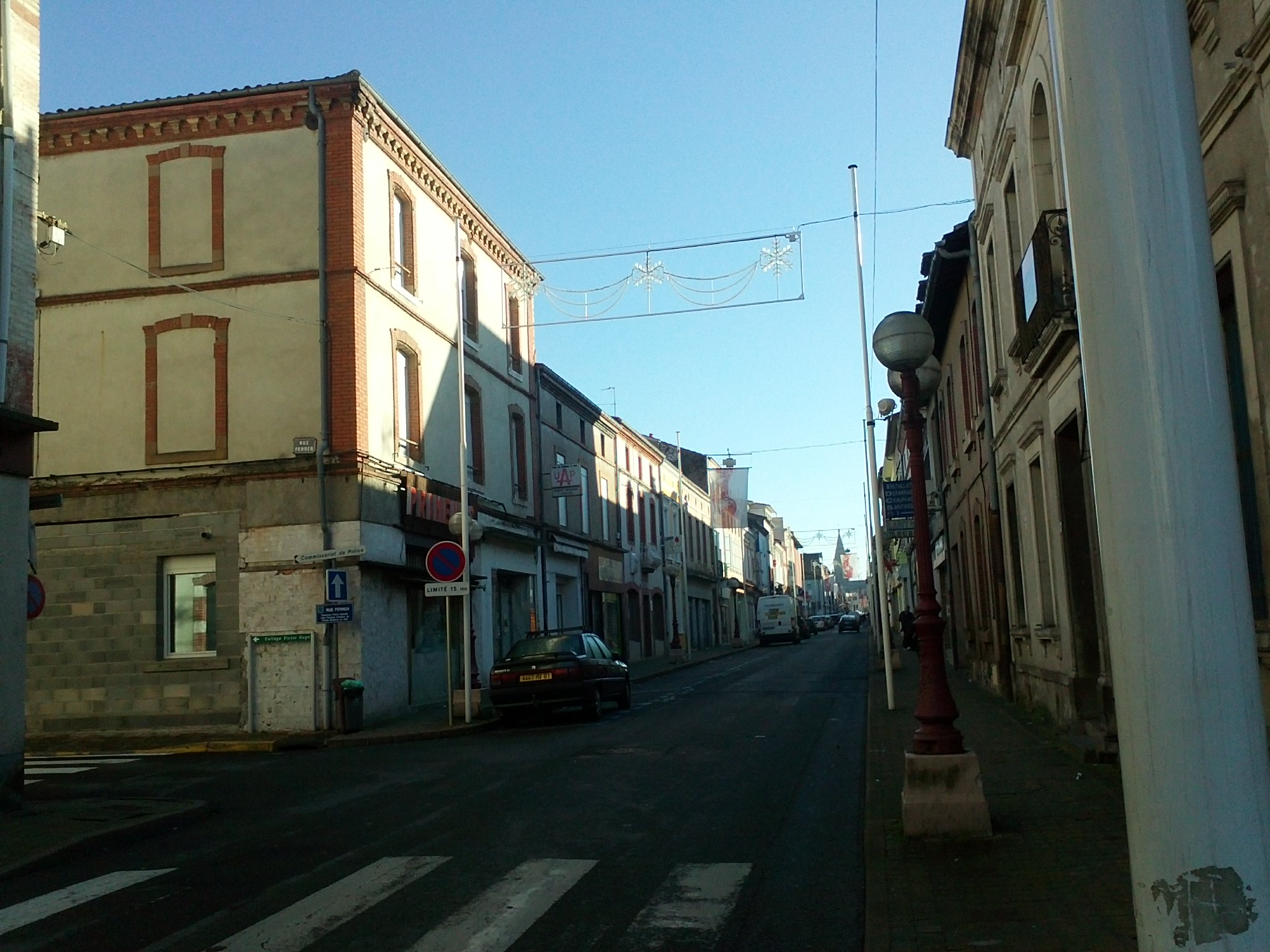
卡尔莫市中心的让·饶勒斯大街

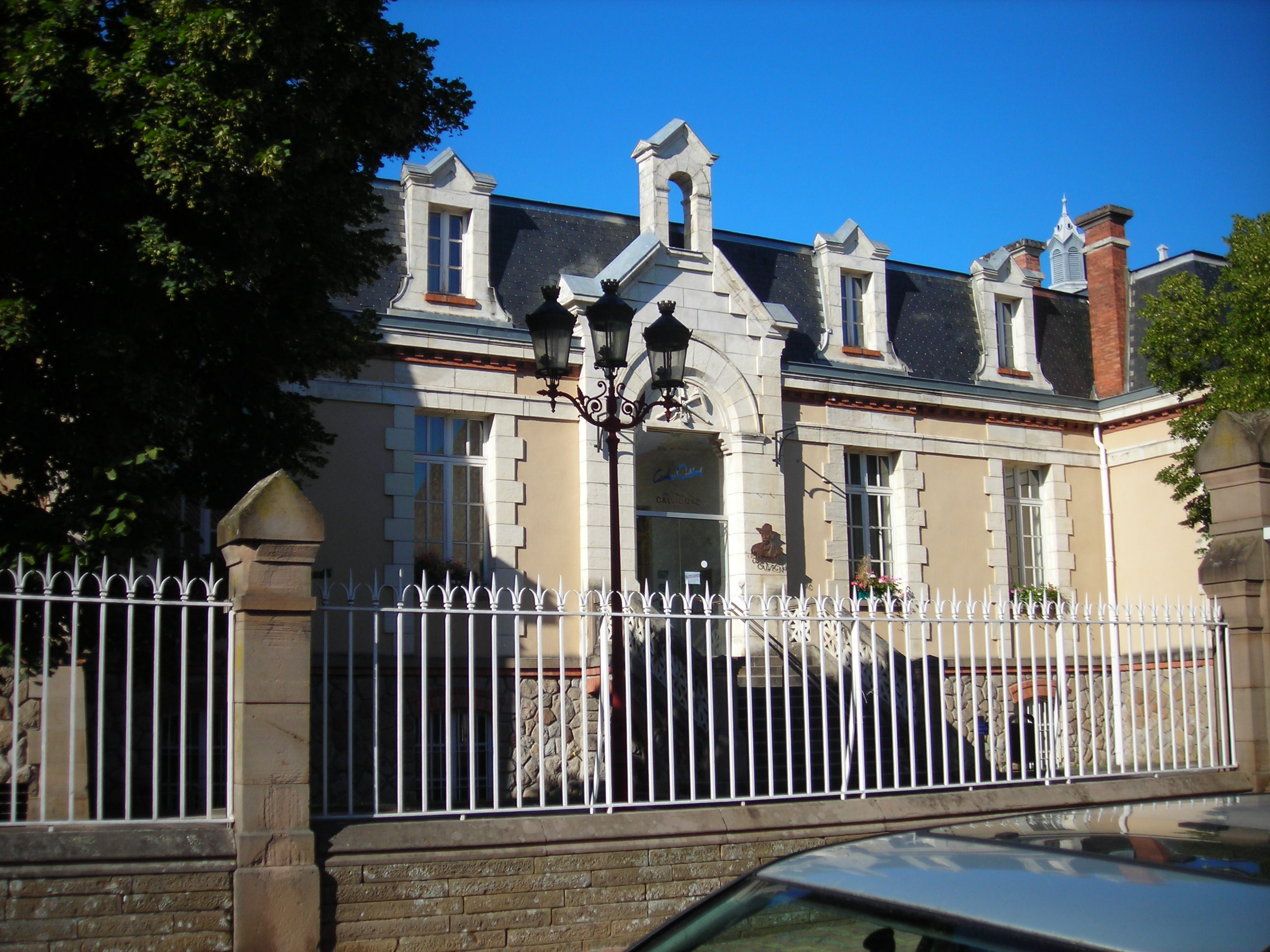
圣巴尔布诊所

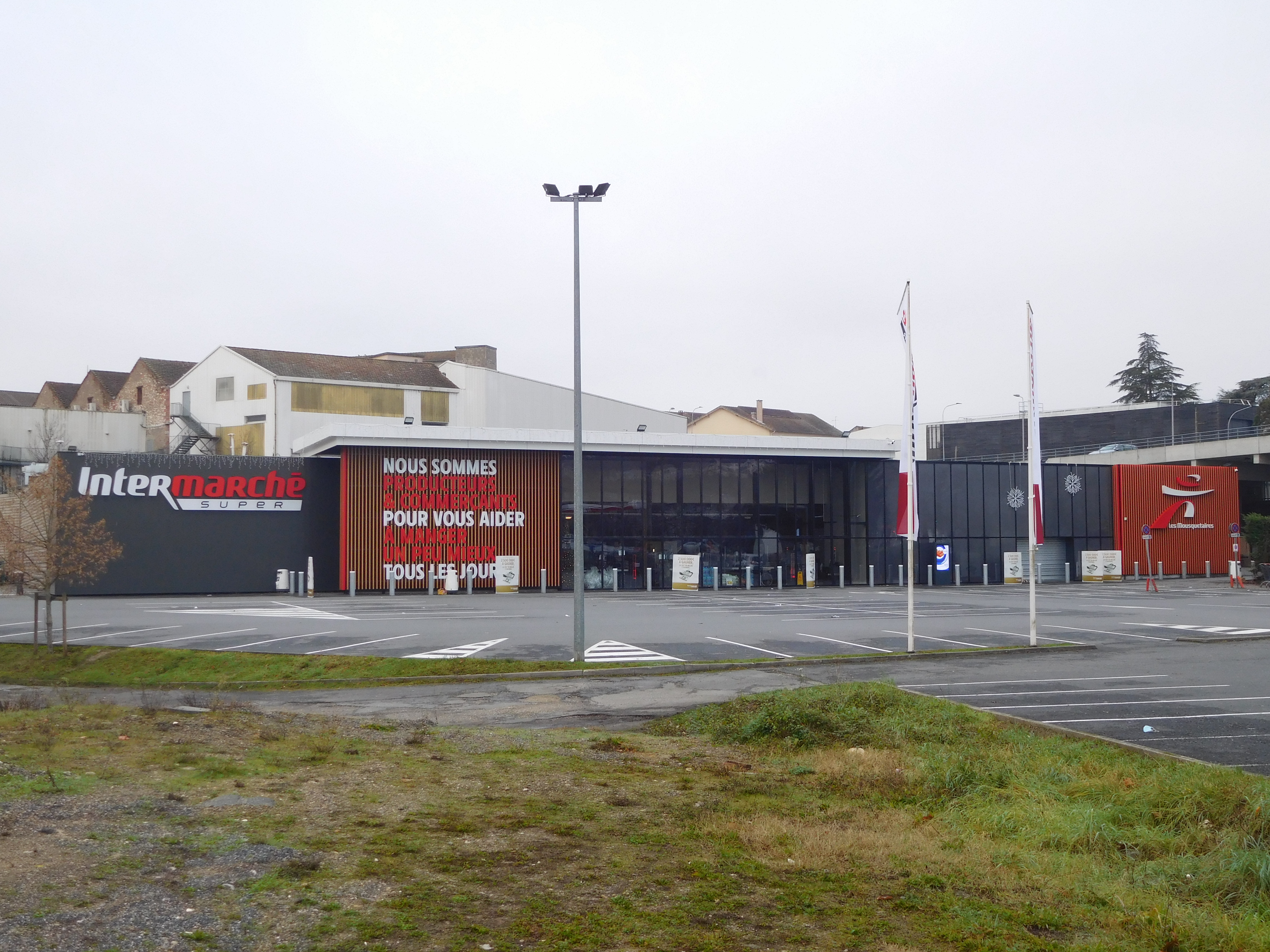
卡尔莫Intermarché超市

### 教育
卡尔莫属于图卢兹学区。截止2020年1月1日，卡尔莫境内共有3所幼儿园、5所小学、1所初级中学、1所普通高中。2018至2019学年度，卡尔莫境内共有在校中等教育阶段学生818名。

### 医疗
截止2020年1月1日，卡尔莫境内共有全科医生6名、保健师15名、牙医7名、护士54名、耳科医生1名、眼科医生3名、皮肤科医生2名和助产士4名。境内共有药房6家。
距离卡尔莫最近的区域性医疗机构为阿尔比中心医院（Centre Hospitalier d'Albi），其主病区位于阿尔比市中心，距离卡尔莫市区的正常车程约25分钟，该院设有床位407个，是当地规模最大的公立综合性医院。圣巴尔布诊所，全名为“圣巴尔布-菲利耶里综合诊疗中心”（Polyclinique Sainte-Barbe Filieris）位于卡尔莫市区，是当地的一家综合性私立医疗机构。

### 住房
2018年，卡尔莫境内共有各类住房5,900套，其中65.4%为独立式居民区，34.1%为集中式居民区。常住房屋占卡尔莫市镇范围内居民建筑总量的82.9%。
在住房保障政策方面，2020年，卡尔莫境内共有1,374户家庭获得了住房经济补助，受益人数占总人口数量的14.0%，其中1,279份为房租补助。

### 商业
2019年，卡尔莫境内共有各类实体商铺265家，其中餐厅28家、大型超市6家、杂货店2家、面包房7家、肉铺4家、书店6家、装饰品店0家、银行门店6家、美容美发店21家、汽车维修店22家。市中心建有Intermarché和Lidl两家购物超市。

### 体育
2020年，卡尔莫境内共有2家游泳池、2间体育馆、1座综合体育场、8处网球场、1处马术场、4处足球或橄榄球场以及2处篮球或排球场。
卡尔莫人体育联盟成立于1940年，是当地的一支橄榄球俱乐部，其主队2022至2023赛季参加法国橄榄球大区乙组联赛，其主场为拉塞里尼耶球场（Stade Jean Vareilles）。
截至2022年9月，卡尔莫境内共有两家注册足球俱乐部。卡尔莫体育联盟（US Carmaux，编号506066）是当地的代表性足球队，其主队2022至2023赛季参加塔恩省足球联赛丙组（法国第十一级别），其主场为拉塞里尼耶球场（Stade de la Sérinié）。

### 环境
卡尔莫的环境事务由其所属的卡尔莫桑-塞加拉市镇公共社区联合各级政府协调负责。2019年，卡尔莫境内暂无污染企业。

### 治安
2019年，卡尔莫市镇范围内共有1处派出所。
卡尔莫警区（zone police de Carmaux）的管辖范围包括卡尔莫及其附近的共3个市镇。2020年，该警区累计记录各类案件617起，其中盗窃类案件340起，经济类案件71起，毒品交易类案件27起。

## 文化

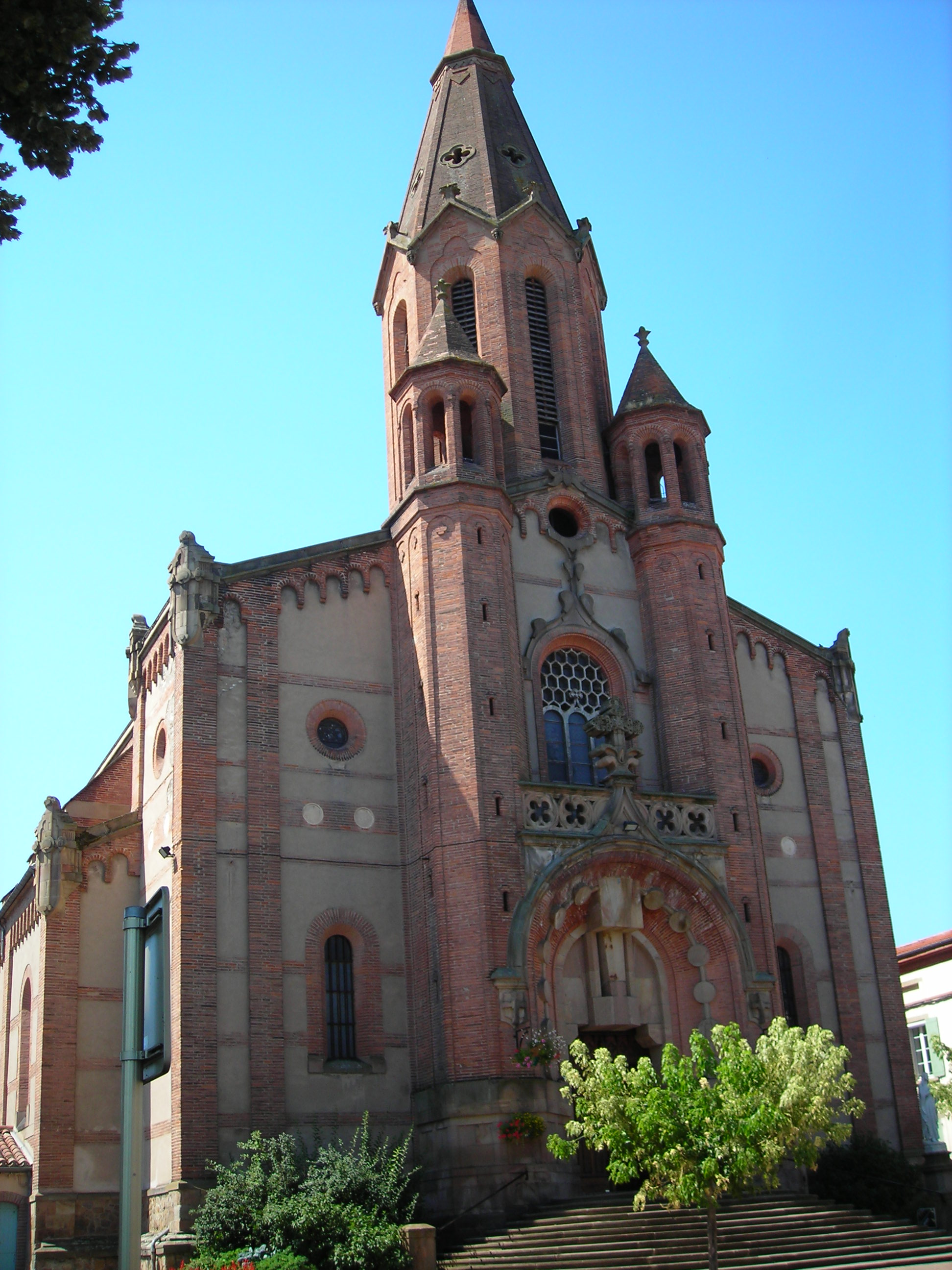
圣普里瓦教堂

2020年，卡尔莫境内共有1家电影院。卡尔莫市政府提供多媒体中心，每周二至六向公众开放。

### 建筑
卡尔莫境内有多处历史建筑，其中圣普里瓦教堂（Église Saint-Privat de Carmaux）、圣西西尔教堂（Église Sainte-Cécile de Carmaux）等为当地的地标性建筑物。

### 旅游
卡尔莫的旅游事务由其所属的卡尔莫桑-塞加拉市镇公共社区负责。2021年，卡尔莫境内共有2家酒店共计22间房间。

### 媒体
法国主要的媒体均可在卡尔莫接收，法国电视三台下属的奥克西塔尼大区频道在部分时段播出卡尔莫所属区域的地方新闻。《南部追寻》、《自由塔恩周报》、RADIOM、蓝色法兰西奥克西塔尼广播等是当地主要的地方性媒体。

## 相关人物
法国橄榄球运动员让·韦斯出生于卡尔莫。

## 友好城市
截至2022年9月，卡尔莫共与两座城市互为友好城市关系：
- 德国 内卡苏尔姆
- 義大利 波卡里